# A Stáb
A Stáb magyar könnyűzenei televízióműsor.

## Történet
2007-ben a VIVA TV indított egy új valóságshow-t, amelynek címe A Stáb lett. A Stáb tagjai : Tóth Gabriella, Zentai Márk, Molnár Tamás és Zimány Linda.

### Első széria
A Stáb első szériájában a nézők betekinthettek a szereplők magánéletébe és az együttes első közös klipjének forgatásába, amelynek címe Élünk, ahogy bárki. A dal hatalmas siker lett a VIVA TV-n, 2008 elején két hétig vezette a csatorna slágerlistáját.

### Második széria
A második széria érdekessége, hogy csak az első két részt forgatták Magyarországon, a többi részben pedig a nézők megtekinthették a szereplők ausztráliai kalandjait.
A Stáb a második szériához is forgatott egy klipet Kell még valami címmel. Az együttes második klipje is sikeres lett, egy hétig vezette a VIVA Chartot.

## Diszkográfia

### Videóklipek
- 2007 – Élünk, ahogy bárki
- 2008 – Kell még valami